# Micrutalis tau
Micrutalis tau är en insektsart som beskrevs av Goding. Micrutalis tau ingår i släktet Micrutalis och familjen hornstritar. Inga underarter finns listade i Catalogue of Life.